# Alsóferencfalva
Alsóferencfalva (korábban Ferketincz, horvátul: Ferketinec) falu  Horvátországban Muraköz megyében. Közigazgatásilag Bottyornyához tartozik.

## Fekvése
Csáktornyától 12 km-re északkeletre, községközpontjától Bottornyától 4 km-re északnyugatra a Mura jobb partján fekszik. Mikófától csak a Jalšovnica-patak választja el.

## Története
A település első írásos említése 1490-ből származik "Poss. Herkodynez" alakban. 1505-ben "Zerkethyncz" néven említik.
1540-ben a csáktornyai Ernusztok kihalása után a csáktornyai uradalommal együtt rövid ideig a Keglevich családé, majd 1546-ban I. Ferdinánd király adományából a Zrínyieké lett. Miután Zrínyi Pétert 1671-ben felségárulás vádjával halálra ítélték és kivégezték, minden birtokát elkobozták, így a birtok a kincstáré lett. III. Károly 1719-ben az uradalommal együtt szolgálatai jutalmául elajándékozta Althan Mihály János cseh nemesnek. 1791-ben az uradalmat gróf Festetics György vásárolta meg és ezután 132 évig a tolnai Festeticsek birtoka volt.
Vályi András szerint "FERKETINETZ. Horvát falu Szala Vármegyében, földes Ura Gróf Álthán Uraság, lakosai katolikusok, fekszik Godthurntól nem meszsze, ’s ennek filiája. Határja középszerű, vagyonnyai meglehetősek lévén, második Osztálybéli."
A településnek 1910-ben a szomszédos Mikófával együtt 626, túlnyomórészt horvát lakosa volt. A trianoni békeszerződésig, majd 1941 és 1945 között újra  Zala vármegye Csáktornyai járásához tartozott. A 2001-es népszámlálás adatai szerint 223 lakosa volt.

## Külső hivatkozások
- Bottornya község hivatalos oldala
- A bottornyai plébánia honlapja